# Proclama di Dungannon

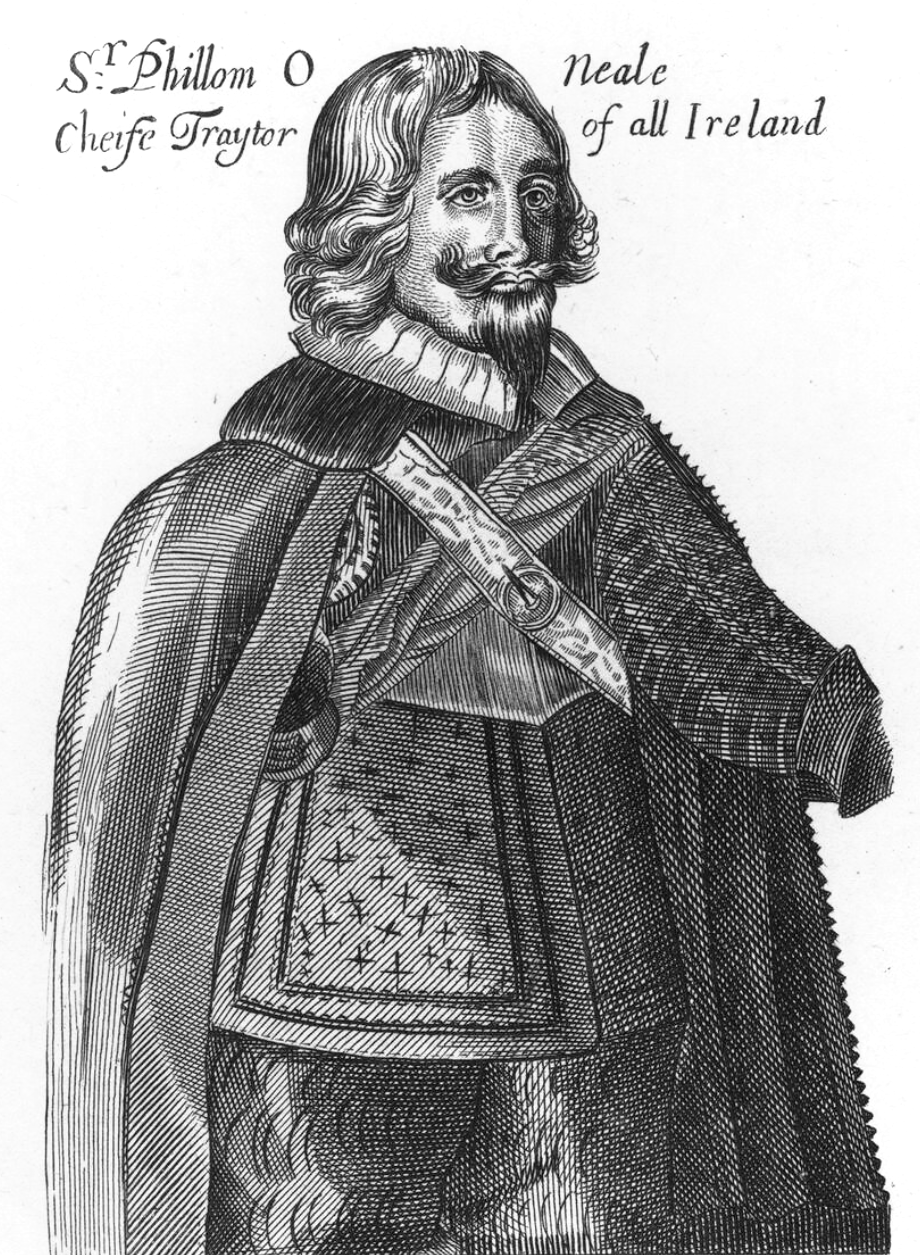
Sir Phelim O'Neill.

Il Proclama di Dungannon fu un documento redatto e letto da Sir Phelim O'Neill il 24 ottobre 1641 nel villaggio irlandese di Dungannon. O'Neill fu uno dei capi della rivolta irlandese che era stata lanciata il giorno precedente. Il proclama di O'Neill esponeva la giustificazione della rivolta. Egli pretendeva di avere con sé un documento firmato e sigillato il 1 ottobre dal re d'Irlanda, Carlo I, che gli ordinava di guidare i cattolici irlandesi nella difesa del Regno d'Irlanda contro i protestanti che simpatizzavano con i suoi oppositori nel parlamento d'Inghilterra.

## Antefatto
Dopo il processo e l'esecuzione del viceré Thomas Wentworth nel maggio del 1641, l'Irlanda era in tumulto. Le tensioni tra cattolici e protestanti crescevano sempre più (in particolare per le tendenze estremiste dei puritani) assieme alla formale simpatia mostrata da re Carlo I ai cattolici, mentre i protestanti erano appoggiati dal parlamento inglese e dai covenanti scozzesi, una disputa che porterà poi allo scoppio della guerra civile inglese a breve.
Il 23 ottobre una rivolta di notevole importanza si verificò nell'Ulster, organizzata dalle principali famiglie dell'aristocrazia gaelica. I ribelli attaccarono le piantagioni dei coloni inglesi così come quelle dei protestanti irlandesi ed iniziarono a conquistare alcuni villaggi e città. Le autorità di governo irlandesi a Dublino cercarono di contenere gli insorti con il limitato numero di forze di cui disponevano. Lo stesso castello di Dublino venne salvato all'ultimo da un attacco a sorpresa, anche se O'Neill non sapeva ovviamente del fallimento del complotto di Dublino al momento della lettura del suo proclama.

## Il proclama
Dopo aver conquistato diversi punti strategici dell'Ulster, Sir Phelim lesse a Dungannon (una città che aveva una profonda importanza simbolica perché era la capitale tradizionale del clan O'Neill) il suo proclama:
Questo proclama è per informare tutti in questo paese che il presente incontro ed assemblea di irlandesi non deve intendersi come contraria al re, né intende colpire un solo suddito, sia esso inglese o scozzese; ma solo per difendere la libertà di noi stessi e della nostra nazione irlandese. Noi ordiniamo a tutti di fare ritorno a casa, sotto pena di morte, e promettiamo che nessuno avrà a farsi del male.
In supporto alle sue azioni, Sir Phelim disse di avere un documento di re Carlo I che lo autorizzava ad agire in suo nome. Tale documento si supponeva chiuso col Gran Sigillo di Scozia. Dichiarando la loro lealtà alla Corona ed alla religione cattolica, O'Neill ed i suoi compagni adottarono una linea che sarà poi adottata anche dalla Confederazione irlandese il cui governo controllò i territori conquistati dai ribelli in nome del re dal 1642 al 1649. Il proclama incoraggiò molti cattolici a credere di avere veramente la benedizione del sovrano ad agire in questa guerra, mentre ebbe l'effetto di demoralizzare i protestanti che si sentirono abbandonati dal loro sovrano.

## Il secondo proclama e i testi della commissione
Il secondo proclama di sir Phelim venne dato "dal nostro capo di Newry" il 4 novembre 1641:
A tutti i cattolici inglesi ed irlandesi del regno d'Irlanda auguriamo ogni felicità, libertà di coscienza e vittoria su tutti gli eretici inglesi, che da molto tempo hanno tiranneggiato sui nostri corpi ed usurpato con l'estorsione le nostre terre. Ciò è stato fatto a voi, ai vostri amici, ai contadini, al punto che sua eccellentissima maestà il re, per molte e urgenti cause che glie impediscono di muoversi direttamente, ha posto fiducia e confidenza nella nostra fedeltà, e per darcene prova, la sua commissione è stata timbrata col gran sigillo di Scozia, con la data di Edimburgo, 1 giorni del mese di ottobre dell'anno 1641, e anche con lettere firmate di suo pugno che portano la data della predetta commissione, contro disposizioni che i protestanti inglesi, ed in particolare il parlamento inglese, hanno reso pubbliche contro la sua prerogativa reale, e contro anche i suoi amici cattolici del regno d'Irlanda, tale copia delle commissioni sarà data anche a voi perché sia pubblicata in fretta in tutte le parti di questo regno, così che voi possiate avere sufficiente garanzia dell'autorità che lo emana.
Egli pubblicò anche un documento regio che dava autorità al suo primo proclama. Secondo il documento il re concedeva ai sir Phelim di arrestare e confiscare le proprietà di tutti i sudditi inglesi protestanti in Irlanda, esentandone invece i sudditi irlandesi e scozzesi:
Carlo, per Grazia di Dio, re d'Inghilterra, Scozia, Francia e Irlanda, Difensore della Fede, ecc. a tutti i sudditi cattolici del regno d'Irlanda, salute: Sapendo noi che, per salvaguardia e preservazione della Nostra persona, siamo stati costretti a spostare la nostra residenza nel regno di Scozia per lungo periodo, dall'ostinato e disobbediente comportamento del parlamento d'Inghilterra contro di Noi, il quale non solo ha presunto di potersi sostituire al governo e alle disposizioni che sono precisi diritti e prerogative, che Ci discendono dai Nostri predecessori, essendo re e regine del predetto regno per centinaia di secoli passati, ma anche Ci che ci sono appartenuti in pieno potere nel detto regno, nel nominare governatori, comandanti ed ufficiali per esso, ora hanno preso a nominarli a loro volontà e piacere, senza il Nostro consenso, e Noi ci sentiamo privati della Nostra sovranità e lasciati nudi senza difese. E dal momento che Noi ci sentiamo particolarmente sensibili [su questo tema] e riteniamo che gli affari portati avanti con tale veemenza dal partito protestante nel regno d'Irlanda possano mettere in pericolo il Nostro potere regale e la nostra autorità anche in questo luogo; questo Noi sappiamo e pertanto riteniamo in voi fiducia e nel vostro senso del dovere e di obbedienza, che abbiamo avuto modo di vedere anche in passato, per aiutarci diamo a voi pieni poteri e autorità di fare assemblee e fare tutto ciò che sarà richiesto e avvisarvi e consultarvi insieme per il tempo, nei giorni e nei luoghi che a vostro giudizio saranno più convenienti, ordinando, insediando e rendendo effettivi [illeggibile] nelle Nostre lettere, ed utilizzare tutti i mezzi ed i modi possibili che siano in vostro possesso (per uso e sicurezza) di disporre di tutti i nostri forti, castelli e luoghi e forze e difese del nostro regno (ad eccezione di luoghi, persone e residenze dei Nostri leali e amati sudditi scozzesi) anche di arrestare e confiscare beni, possedimenti e persone di tutti gli inglesi protestanti che si trovano nel Nostro predetto regno. E sia vostra cura di avvisare velocemente della Nostra volontà e del nostro piacere tutti coloro che vorranno allearsi a Noi e che noi accetteremo di ricompensare a tempo debito. Di Nostra mano dato ad Edimburgo il giorno 1 di ottobre del diciassettesimo anno del Nostro regno.
Parte del documento originario citava testualmente:
".. vse all polliticke waies and meanes possible to possess your selues (for our vse and safety) of all the forts Castles and places of strength and defence within the said Kingedome, (except the places, persons and estates of our Loyall and loveinge subiects the Scotts) and allsoe to arrest and seize the goods, estates, and persons of all the English protestants within the said kingdome to our vse."

## Sospetto di contraffazione
Sino alla fine del XIX secolo gli storici genericamente hanno ritenuto la lettera di Carlo I come genuina, o perlomeno che Carl avesse segretamente incoraggiato i cattolici irlandesi a lanciare l'idea di una rivolta. Dalla fine dell'Ottocento, ad ogni modo, il documento ha iniziato ad essere considerato come una contraffazione eseguita a tavolino da O'Neill e dai suoi consociati senza che il re ne fosse a conoscenza. Probabilmente riuscirono anche a procurarsi una copia del Gran Sigillo di Scozia durante la presa del villaggio di Charlemont il 23 ottobre di quello stesso anno.
Lo storico David Stevenson ha fatto notare innanzitutto come sia strano che le disposizioni del re siano pervenute in Irlanda tramite sir Phelim O'Neill. Se fossero state genuine sicuramente sarebbero arrivate in Irlanda tramite un alto delegato dell'aristocrazia realista irlandese come ad esempio il conte di Ormond o il capo dei nobili cattolici nell'Ulster, il conte di Antrim. Essa inoltre difficilmente avrebbe potuto essere emessa a Edimburgo come lo stesso sir Phelim riportava. A favore del documento, ad ogni modo, sembrerebbe il fatto che re Carlo I si trovava effettivamente ad Edimburgo il 1 ottobre di quell'anno per occuparsi di questioni politiche della Scozia.
Che sia stata una contraffazione o meno, re Carlo pubblicò un proclama il 1 gennaio 1642 col quale decretava come traditori tutti i ribelli irlandesi.

## Impatto in Inghilterra ed in Scozia
La veridicità del documento era accettata sia in Inghilterra che in Scozia, dagli oppositori del re come dai suoi sostenitori. Secondo alcune fonti, infatti, erano giunte delle voci di un complotto dell'esercito col quale Carlo avrebbe preso il controllo del New Irish Army, composto in gran parte da cattolici dell'Ulster, per imporre la sua volontà in Inghilterra ed in Scozia. La rabbia personale del re verso le disposizioni del parlamento inglese era risaputa e questo lo collegava ancora di più alla possibilità di contatti con gli insorti, in particolare dopo le atrocità che questi avevano commesso (come il massacro di Portadown) in nome di una "guerra giusta e santa". Queste tensioni saranno la miccia che accenderà all'inizio del 1642 la guerra civile inglese.
Le autorità scozzesi inviarono un esercito composto in gran parte da covenanti che riprese in breve tempo gran parte dell'Ulster ai ribelli. Una volta che la guerra civile inglese fu scoppiata nell'ottobre del 1642, gli emissari di Carlo iniziarono i negoziati coi ribelli inglesi per ottenere il loro supporto, il che agli oppositori del regime di Carlo I sembrò facilitato dai legami che il re secondo loro doveva aver intrattenuto coi capi cattolici dell'Ulster. Molti di questi sospetti divennero poi realtà quando, nel corso della battaglia di Naseby (1645) venne catturata gran parte della corrispondenza privata di Carlo I che venne pubblicata poco dopo nell'opera The King's Cabinet Opened.
Quando Phelim O'Neill venne catturato nel 1653 dopo la conquista cromwelliana dell'Irlanda, venne processato per il suo ruolo in questo proclama. Le autorità si offrirono di risparmiargli la vita se avesse ripetuto a voce il proclama col quale Carlo gli aveva ordinato di far insorgere i cattolici nel 1641. O'Neill si rifiutò di implicare il re nella faccenda (sebbene questi fosse stato giustiziato quattro prima) e venne pertanto messo a morte. Ad ogni modo i repubblicani inglesi continuarono ad utilizzare il proclama di O'Neill come avallo per coinvolgere il re e giustificare la loro decisione di aver commesso un regicidio.